# Yasujiro Ozu

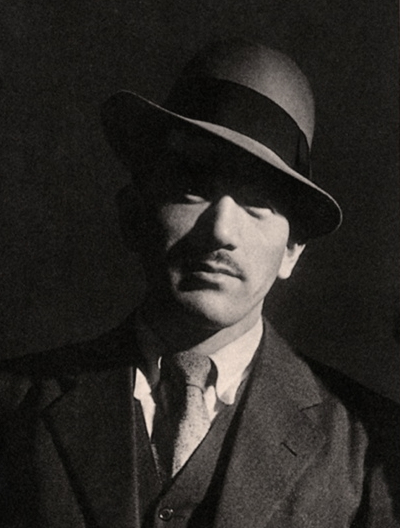
Yasujiro Ozu

Yasujiro Ozu (小津 安二郎, Ozu Yasujirō) (Fukagawa (Tokio, nu: Kōtō-ku), 12 december 1903 – Tokio, 12 december 1963) was een Japans filmregisseur. Zijn bekendste film is Tokyo monogatari ("Tokyo verhaal") uit 1953.
Ozu werd geboren in het district Fukagawa in Tokio, als zoon van een handelaar in meststoffen. Hij werd naar een kostschool in Matsusaka gestuurd, maar spijbelde liever om naar Hollywood-films te kijken. Ozu werkte korte tijd als onderwijzer, en keerde in 1923 terug naar Tokio. Dankzij bemiddeling van een oom kon Ozu bij de Shochiku Film Company werken; aanvankelijk als assistent-cameraman, maar binnen drie jaar was hij assistent-regisseur, en in 1927 regisseerde hij zijn eerste film: Zange no yaiba (Het zwaard van boete). Er zouden nog 53 films volgen, op drie na allemaal voor Shochiku. In zijn eerste vijf jaar als regisseur maakte Ozu 26 films. Zijn eerste grote succes kwam in 1932 met Umarete wa mita keredo ("Ik ben geboren, maar..."), een komedie. Aanvankelijk maakte hij veel komedies, maar later schakelde hij over op beschouwende familiedrama's van de lagere middenklasse (shomin-geki). Tijdens de Tweede Wereldoorlog diende Ozu in het Japanse leger; in 1945 zat hij een half jaar in een Brits krijgsgevangenenkamp.
Ozu werkte dikwijls samen met scenarioschrijver Kogo Noda, cameraman Yuharu Atsuta, en de acteurs Chishu Ryu en Setsuko Hara. Tokyo monogatari (Tokyo Story) wordt beschouwd als Ozu's meesterwerk. Ook andere Ozu-films uit die periode - Ochazuke no aji ("De smaak van groene thee boven rijst") uit 1952, Soshun ("Vroege lente") uit 1956 en Akibiyori ("Late herfst") uit 1960 - waren een succes. Maar Banshun ("Late lente") uit 1949, waarin Chishu Ryu en Setsuko Hara voor het eerst samen spelen, was zijn persoonlijke favoriet. Zijn laatste film was Samma no aji ("Een herfstmiddag") uit 1962. Ozu stierf op zijn zestigste verjaardag aan kanker. Hij is begraven bij de Engaku-ji tempel in Kamakura.
Als regisseur was Ozu excentriek en perfectionistisch. Voor de jaren zestig waren zijn films zelden in het westen te zien omdat de distributiemaatschappijen dachten dat westerse bioscoopbezoekers, die gewend waren aan films van Akira Kurosawa en Kenji Mizoguchi, wel niets van Ozu's ingetogen schoonheid zouden begrijpen.
Ozu bekommerde zich niet om cinematografische conventies. Hij maakte pas in 1935 voor het eerst een geluidsfilm, en pas in 1958 zijn eerste kleurenfilm - Higanbana (Zonnewendebloem). Zijn handelsmerk was een shot met een 50mm lens vanuit een laag camerastandpunt, ongeveer 70 centimeter boven de vloer; vergelijkbaar met het gezichtspunt van een persoon die op een tatamimat zit. Hij gebruikte graag een statische camera, en zorgde er door een minutieus uitgevoerde kadrering voor dat geen enkele acteur een scène overheerste. Ook overvloeiers wees hij af, en als dat zo uitkwam ging hij 'over de as'; het verhaal was belangrijker dan visuele continuïteit.

Tokyo monogatari is een uitstekend voorbeeld van zijn werkwijze; de camera staat vast, de filmset is voorzien van een plafond en is zo gebouwd dat de camera vlak boven de grond lijkt te staan, alle actie komt vanuit de personages, een ouder echtpaar dat op bezoek bij hun kinderen wordt geconfronteerd met de generatiekloof en mono no aware - weemoed om wat verdwenen is. Dit sluit goed aan bij Ozu's eerder observerende dan dirigerende wijze van filmen.
Ozu was een inspiratiebron voor veel westerse regisseurs als Wim Wenders, Jim Jarmusch, en Martin Scorsese. Zijn landgenoot Shohei Imamura, die in de jaren vijftig enige tijd zijn assistent was, vond juist dat Ozu zich te veel bezighield met hoe Japan zichzelf graag zag en niet met hoe het werkelijk was.
- Bibsys: 90073506
- Biblioteca Nacional de España: XX872110
- Bibliothèque nationale de France: cb12065958p (data)
- Catàleg d'autoritats de noms i títols de Catalunya: 981058525805606706
- CiNii: DA01357936
- Gemeinsame Normdatei: 118591053
- International Standard Name Identifier: 0000 0000 8078 7835
- Library of Congress Control Number: n82116259
- Bibliotheek van het Japanse parlement: 00064358
- Nationale Bibliotheek van Tsjechië: jo2004213858
- Nationale bibliotheek van Australië: 36004441
- Nationale Bibliotheek van Israël: 987007271715805171
- Nationale Bibliotheek van Polen: a0000001859473
- Nederlandse Thesaurus van Auteursnamen: 118800914
- Réseau des bibliothèques de Suisse occidentale: 02-A000126690
- LIBRIS: 242665
- SNAC: w6865g3d
- Système universitaire de documentation: 028924568
- Trove: 1181486
- Union List of Artist Names: 500294090
- Virtual International Authority File: 33209
- WorldCat: E39PBJy8xhHmV968mC66Hchyh3